# Awá
Los awá, cuaiquer (o kwaiker) son un pueblo o nacionalidad amerindio que habita a ambos lados de la frontera entre Colombia y Ecuador, en los bosques muy húmedos de la vertiente occidental de los Andes; desde el río Telembí, en Nariño, hasta Carchi, Imbabura, Sucumbíos y Esmeraldas. Son más de 29 000 personas, el 89 por ciento de las cuales vive del lado colombiano, en Ricaurte, Altaquer, Tumaco, Barbacoas, Mallama, Roberto Payán y el Putumayo. La mayoría de ellos habla su lengua nativa el awá pit.
Los conquistadores los denominaron barbacoas por la forma de sus viviendas. También fueron denominados telembíes por el río o sindaguas.

## Investigaciones históricas de la nacionalidad Awá.
Las investigaciones sobre la nacionalidad Awá se han centrado en la relación con los Mayas, Chibchas, Kwaiker y los Sindaguas. 

### Relación con los Mayas
En América existieron tres grandes civilizaciones antes de la intervención europea en 1492, ellos conservaban relaciones de varios tipos, entre las que se destaca el intercambio de productos. Esta cultura ocupaba una extensión de aproximada de 500.000 km² y se extendía por los países de Guatemala, Belice, El Salvador la parte occidental de Honduras y las cinco estados mexicanos de Yucatán, Quintana Roo, Tabasco, Campeche y Chiapas.
Señalan que una de las razones que motivaron a la migración de los Awá a la cuenca del San Juan y río Mira, es por la violencia desatada en la “Guerra de los Mil Días” 8 en Colombia, durante los años 1896 a 1899, que provocó una migración masiva de los Awá de Colombia, hacia el Ecuador a principios de los años 1900. Esto se confirma por los años 1990 en los que se establecieron los primeros pobladores de las comunidades actuales en Ecuador.

##### Los Chibchas
La existencia del hombre Awá se analiza desde el punto de vista lingüístico. En él se destaca el trabajo realizado por Jijón y Caamaño, quien sostiene que la lengua kwaiker pertenece a la gran familia lingüística Chibcha. Los primeros Chibchas ocupaban un territorio continuo que incluía Venezuela y parte del Amazonas, el grupo talamanco y barbacoa se dispersó y se dirigió a Centroamérica, y el segundo grupo al sur: los que llegaron al Ecuador interandino fueron los Pastos.

###### Los Sindaguas
La información acerca de los Sindaguas es mínima lo que hace aún más difícil reconstruir el origen de la Nacionalidad Awá, ellos son los descendientes más cercanos, su territorio siempre fue rico en oro la presión para someterlos o desplazarlos de él fue constante y violenta. Por estos conflictos que pasaron los Awá no existe una información clara de que parte ellos llegaron y de los lugares que permanecían. Los Sindaguas dominaban los fuertes de la cordillera occidental, desde los afluentes derechos del río Telembí superior hasta las cabeceras del Iscuandé, región aurífera por excelencia. Cuando los españoles comenzaron la conquista del imperio Inca en Perú, su ruta de abastecimiento fue por la costa del Pacífico desde Panamá. Los barcos se encontraban en la Bahía de Tumaco, al sur de Colombia, un sitio excelente para abastecerse de agua dulce durante su viaje de varios días.
Su carácter guerrero, organización y el arraigo de su tierra llevó a sostener una dura resistencia a los conquistadores, pero quizá esto no les favoreció mucho, pues al estar ubicados en una zona donde el oro era abundante y al ser el metal el principal objetivo de los conquistadores, las estrategias bélicas para eliminarlos fueron muchas, a pesar de las derrotas que sufrieron. El Gobernador de Popayán en el año 1590, tomó el asunto de conquistar a esta interesada nación, mas no pudo conseguir sino sacrificar la poca e inexperta gente que unió para esta empresa. Con estas conquistas los guerreros Sindaguas optaron por retirarse de la zona y asentarse a la selva como una medida de seguridad. Los Sindaguas se radicaron en las montañas por un buen tiempo salvaguardando sus vidas, en vista de que la masacre empezó por los conquistadores y su mayor objetivo era colonizar y llevarse las riquezas que poseía esta cultura era rica en oro.
El oro tiene un significado en la vida de los Sindaguas, cuyo trabajo y usos merece ser reconocido, pese a la poca tecnología disponible. Los indios andaban vestidos y utilizaban artículos de oro en gargantillas, brazaletes, narigueras y orejeras era abundante el oro que los indios, usaban en sus utensilios, armas, herramientas y en clavos para la seguridad de sus habitaciones. De esta forma fueron masacrados los Sindaguas sin otra alternativa que aceptar el sistema de explotación en las encomiendas y el adoctrinamiento religioso de la iglesia. Con esta conquista las personas que sobrevivieron a la masacre fueron sometidos a ser los esclavos de los conquistadores, la estructura organizada que poseía se desvanece y el esparcimiento de las personas. La relación que había entre los Sindaguas y Kwaiker se establece en el expediente de 1635, conforme a las similitudes entre los apellidos: Cuisbicus-Bisbicus, Pail-Pai, Pascad-Pascal, Taicus-Canticus-Cauticuz, Nastacuaz-Nastacuaz, quienes tienen el asentamiento principal en los territorios aledaños. Esta relación de los Sindaguas  y los Kwaiker surgen los apellidos que marcaron a los Awá.   

###### Kwaiker
A los Awá se los conocían inicialmente como los kwaiker que era el nombre del río que hoy se llama Guiza. Los Awá poblaron la cuenca de este río, y las personas que transitaban por el camino que comunicaba a Barbacoas con Pasto, los empezaron a llamar los kwaiker; eran un grupo pequeño que se habían internado en la selva perseguidos por los españoles. Ya en su nuevo territorio los Awá decidieron llamarse inkal awá, que quiere decir gente de la montaña.
Luego que desaparecieron los Sindaguas las estrategias de supervivencia de los Awá ya no se basan en la guerra sino que practicaron otra metodología, una de ellas es internarse en la selva lejos de los poblados huyendo de las presiones.Todas estas aproximaciones aseguran que los Awá conocidos como los kwaiker, tienen como antepasado a los Sindaguas.

##### Rastreo histórico de la nacionalidad Awá
A través de los años la Nacionalidad Awá se ha enfrentado a diferentes cambios por la colonización, donde líderes y lideresas sienten la necesidad de intervenir para transmitir a la nueva generación la historia y el conocimiento del origen del hombre Awá. "Nosotros los Awá somos guardianes del conocimiento". Las personas mayores sabias y conocedores tienen un solo objetivo, que es de transmitir el conocimiento a los jóvenes y así de esta forma mantener un legado de la historia su constante lucha de los Awá. Antes de existir la colonia esto era poblado directamente de los indígenas ancestrales que se denominaban los indios bravos. En Pueblo Viejo ubicado en Colombia en el departamento Nariño, relatan una historia que ahí vivieron los indios bravos, después de un tiempo ellos desaparecieron, llegaron la familia Melchor y Guanga ellos hacían parte de las raíces ancestrales de los Sindaguas.
Los Awá eran descendientes de los Sindaguas, porque no son guerreros como ellos. La reseña histórica indica que los Sindaguas fueron exterminados, en su totalidad por los españoles y por eso una de las estrategias más claras, y precisas era de protegerse en la montaña sin dejar caminos, ni huella, para que no los encontraran gracias a estas estrategias muy sabias de nuestros antepasados,  en la actualidad lucha por la reivindicación de los pueblos originarios. Todo indica que los Sindaguas sí eran guerreros, pero ellos se asentaron en lo más profundo del bosque huyendo de la violencia desatada para así proteger las vidas de las pocas personas sobrevivientes. Un proceso durante décadas de luchas la nacionalidad Awá consiguió muchas victorias y constituir su organización.

## Origen de la nacionalidad Awá

### Mitología
En el mundo indígena existe una gran variedad de mitos y leyendas, relatadas por los más sabios del pueblo. Dentro de ellas se puede encontrar el surgimiento de la creación del mundo,nacionalidad. Podemos encontrar una de las mitologías de la nacionalidad Awá relatado en el cuento  la creación. En el principio no existía nada, nacieron plantas de una hierba salieron Dios y el diablo. Ellos habitaban solos en el mundo, pensaron que no era bueno estar solos y crearon a los seres humanos cuando Dios creó la tierra el diablo creó las peñas.
Existe otro relato donde los mayores cuentan como surge el Awá. De la unión de una barbacha blanca y negra nacen los Awa. Ubicados en la cabecera y a la orilla de un río. La barbacha blanca es la mujer y la negra es el hombre, de allí el nombre Inkal Awá que traduce gente de la montaña. Por eso los Awa y la montaña son uno solo, lo que le suceda a la montaña le sucede a los Awá. Como Awá se sostienen en  prácticas de relaciones y conservar la naturaleza, permitiendo la superveniencia en el territorio y la convivencia ente los diferentes seres y espíritus.

#### Cosmovisión de los cuatro mundos
Los pueblos indígenas también tienen su manera de mirar al mundo, para los Awá existen 4 mundos que entre sí están relacionados. La cosmovisión de los Awá, está basada en la relación del hombre, la naturaleza y los espíritus, también es necesario el respeto de cada uno de los espacios en el territorio que tienen que ver con el tiempo y los lugares donde pasan los espíritus y animales encargados de controlar el territorio. El respeto a los diferentes espacios permite continuar el buen vivir dentro de Katza su (territorio grande).
| Castellano    | Awapit    | Descripción                                                             |
| ------------- | --------- | ----------------------------------------------------------------------- |
| Mundo         | Su        | Características                                                         |
| Cuarto Mundo  | Ampara Su | Lugar donde vive el Creador                                             |
| Tercer Mundo  | Kutña Su  | Mundo de los muertos, Una enorme casa alberga a todos los muertos. Irit |
| Segundo Mundo | Pas su    | Mundo donde vive el Awá                                                 |
| Primer mundo  | masa su   | Ish kun Su Mundo donde vive la gente pequeña que come humo.             |

Los Awá, gracias a los saberes ancestrales y al contacto con los seres que hoy denominan sobrenaturales, han logrado diferenciar a los cuatro mundos existentes. Los mayores cuentan que en la antigüedad todos los seres eran personas y que tomaban cualquier forma de tal manera que pueden transportar a una persona. Los pueblos originarios a lo largo de la historia aún guardan mucho misterio, cosas por descubrir y conocer, cada grupo étnico interpreta al mundo aplicando su cosmovisión.

## Forma de vida
Los awá viven en pequeñas comunidades de familias extensas. Su forma de vida era nómada, pero actualmente han formado pequeños centros poblados distantes unos de otros. Hoy se puede decir que la arquitectura Awá consiste en casas sencillas, elaboradas sobre pilares de madera o gualte con paredes altas y techos de cuatro aguas. Para subir colocan una tabla o tronco con muescas en forma de escalera. 

### Sistema económico

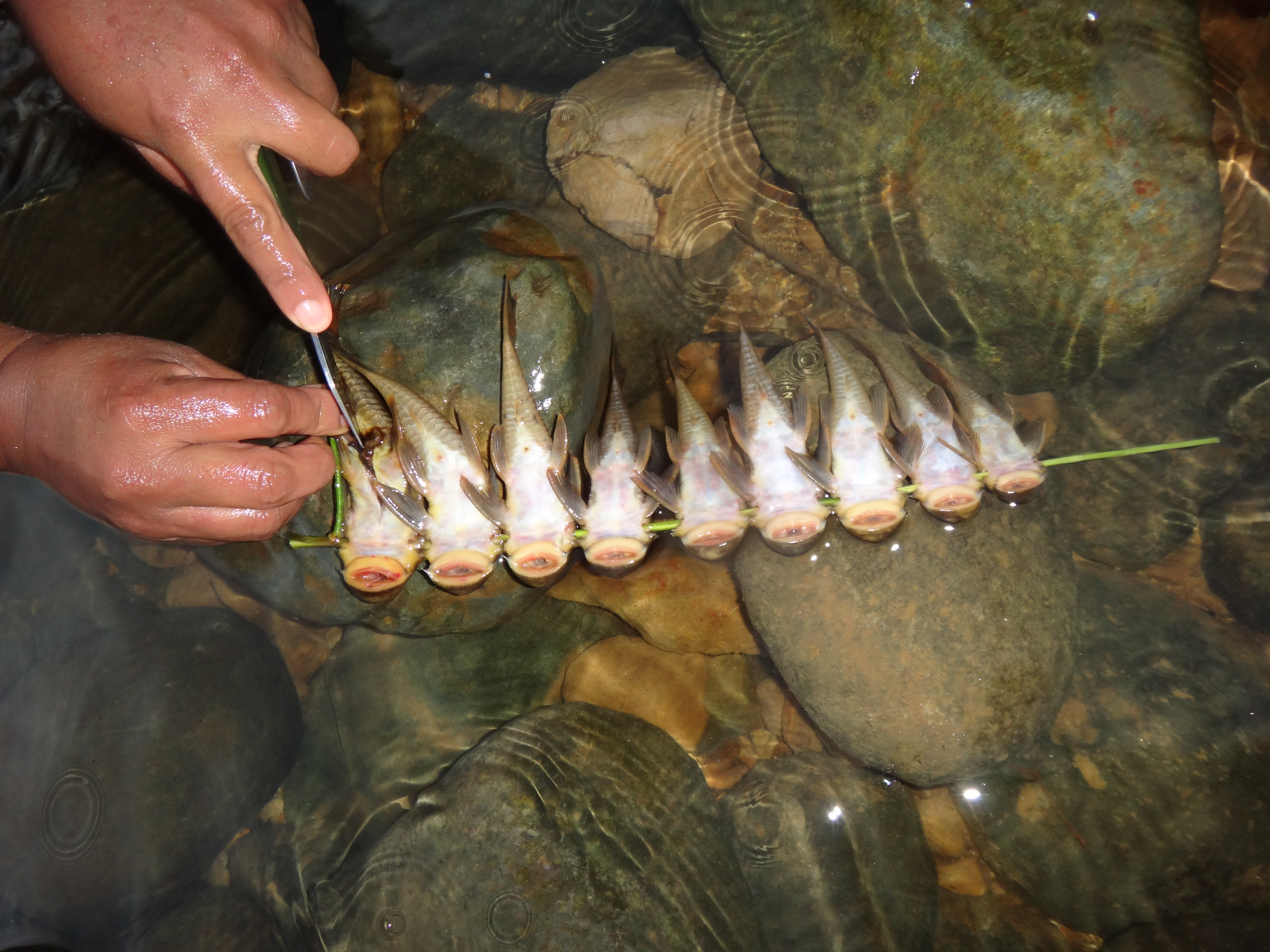
La guaña es un alimento típico de la nacionalidad Awá, en la imagen se observa como se lava el pescado para su preparación.

Practican la horticultura rotativa con tumba y sin quema (tumba y pudre). Los cultivos más frecuentes son maíz, plátano, piña, fréjol y caña de azúcar. Cultivan las tierras bajas y cazan en las altas, donde conservan el bosque. Entre los animales más cazados están la zarigüeya y varios roedores como la ardilla, puyoso (ratón de monte), armadillo. Practican también la pesca, la captura de cangrejos, guaña (tipo de pez) y la recolección de frutos silvestres, larvas e insectos como el cuso del plátano, gualpa (cuso de mader y chonta). Crían pavos, chanchos, cuyes, patos y gallinas. Antiguamente confeccionaban sus vestidos con la corteza damajagua (Polisemia armara). Aún fabrican sus sombreros con la fibra terete y pita (Quintante lútea).

### Cosmología
Las creencias son reguladoras de las relaciones sociales y reproducen los valores culturales. Actualmente han adoptado el catolicismo, aunque conservan sus propias costumbres, es decir, se combina una cosmovisión tradicional animista con los rituales católicos. Los awá conciben un mundo superior poblado de seres con poderes especiales. 
"Dentro de la cosmovisión awá el mundo está poblado por seres sobrenaturales. La magia cumple un papel importante en sincretismo con los rituales católicos. Algunas de las divinidades relevantes en el panteón awá son: chutún, deidad malifica del bosque; señor de Kuaiquer, imagen de Cristo venerada por los awa; y Cueche, espíritu dañino del bosque; además del " hojarasquín", el “duende", y el "cocopollo""
La Nacionalidad Awá ha buscado explicar la relación con su entorno, los astro, el agua; la explicación del día y la noche el inicio y el fin de la vida. Los Awa son un pueblo o nacionalidad de prácticas curativas con base de una tradición de curanderos tradicionales.

## Lengua
Hablan Awá pit, lengua que pertenece a la familia lingüística Barbacoa. El inventario vocálico del awapit.

es polémico, Calvache Dueñas (2000) analiza los sonidos vocálicos asignándolos a 5 vocales orales /i, e, i, a, u/ y 5 nasales /ĩ, ẽ, ĩ, ã, ũ/. Sin embargo, Curnow (1998) propone para los mismos sonidos un análisis diferente basado en cuatro vocales, ya que analiza las consonantes nasales como el resultado de una vocal final junto a una nasal velar, pero en cambio propone como nuevos fonemas vocálicos las vocales sordas, que el autor anterior considera como alófonos de las correspondientes sonoras.
|          | Anteriores | Centrales | Posteriores |
| Cerradas | i, ĩ       | i, ĩ      | u, ũ        |
| Medias   | e, ẽ       |           |             |
| Abiertas |            | a, ã      |             |

|          | Anteriores | Centrales | Posteriores |
| Cerradas | i, i̥       | i, i̥      | u, u̥        |
| Abiertas |            | a, ã      |             |

|                   | labial | alveolar | palatal | velar | glotal |
| oclusivas sordas  | p      | t        | ĉ       | k     | '      |
| nasales           | m      | n        | ñ       |       |        |
| fricativas sordas |        | s        | ŝ       | x     | h      |
| fricativa sonora  |        | z        |         |       |        |
| laterales         |        | l        |         |       |        |
| aproximantes      | w      |          | y       |       |        |

Las oclusivas sordas p, t, ĉ, k, se realizan como oclusivas sonoras [b, d, ɟ, g] después de las consonantes sonoras /m, n, l/; entre vocales, como fricativas sonoras /β, ɺ(vibrante lateral sonora), ʝ, ɣ/ y al final de palabra como [p, t, c, k] o bien se postnasalizan [pm, tn, cɲ, kŋ].
Turismo
El 11 de noviembre del 2017 en el Centro Awa El Baboso se inauguró el Lepidoptario denominado Mariposario Paraíso Awa, tiene una construcción de 318 m² en su interior existen plantas como helechos, caña agria, tupirrosa y blanquita que sirven de alimentación y hospedaje para las mariposas en todas sus fases, es el primer proyecto piloto con eje turístico en el territorio Awa de la provincia del Carchi.